# 速度違反自動取締装置

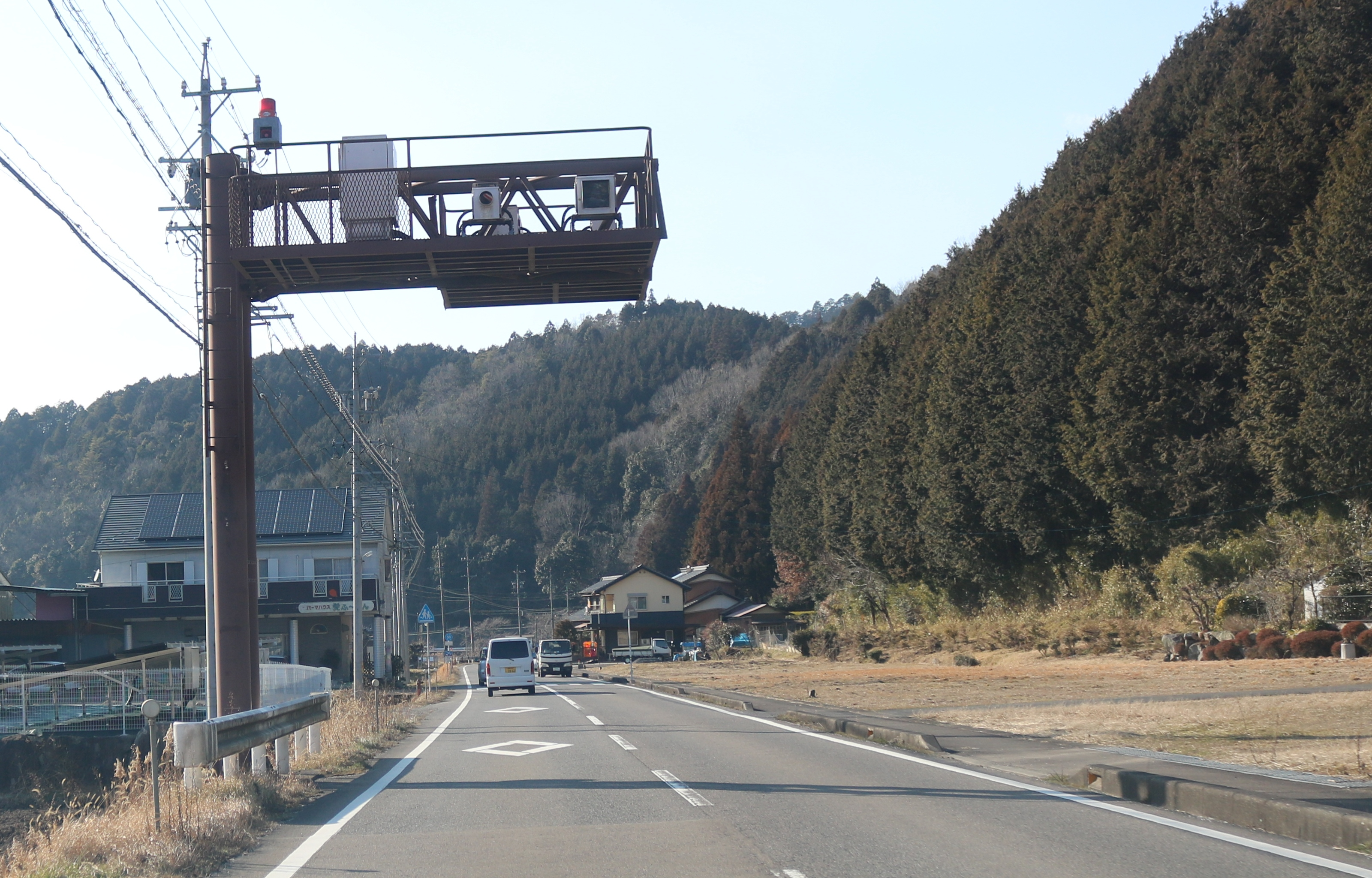
柱上型オービスIII（通称LHシステム） - 岐阜県

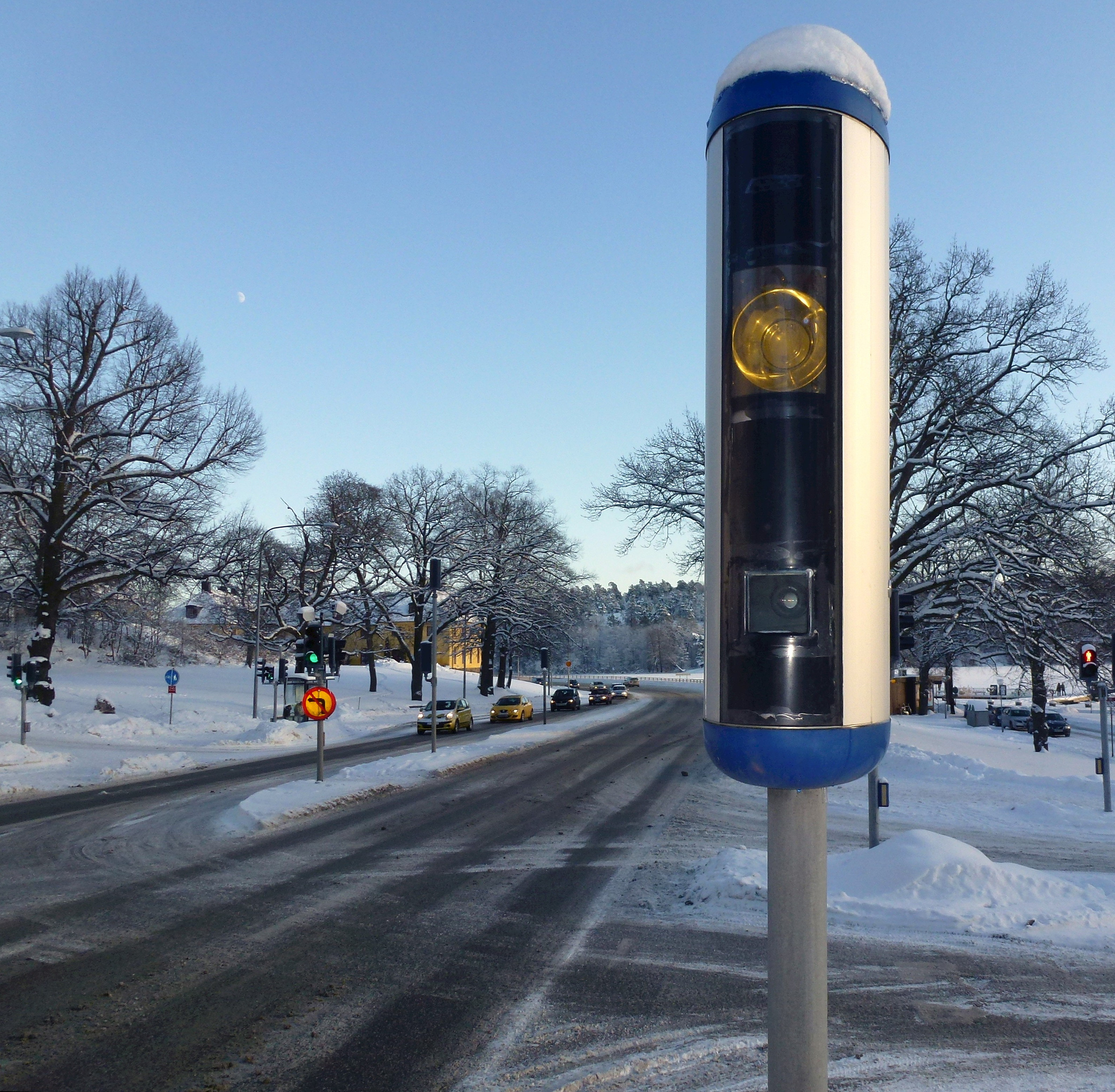
日本に導入されたSWSSとほぼ同型のSensys SSS(Speed Safety System)

速度違反自動取締装置（そくどいはんじどうとりしまりそうち）は、道路を走行する車両の最高速度超過違反を取り締まるスピード測定器とカメラを組み合わせ、速度違反車両を検知すると自動的に写真撮影を行い記録する装置。固定式のものや可搬式のものがある。
オービス（ORBIS）の通称でも知られ、この名の由来は「眼」を意味する言葉から取られたとされるボーイングの登録商標である。そのため厳密な意味ではボーイング（もしくは特許権および製造販売権を取得した東京航空計器）以外の「取締装置」をオービスと呼ぶのは誤りであるものの、他社の製品を含めての取締装置全般の通称として使われている。商標の普通名称化も参照。
現場で違反車両を停車させる、いわゆる「ねずみ捕り」とは異なるため呼び方としては正しくないが、撮影機能のない一般的な速度違反取締り用のスピード測定器の警察の隠語が転じて、自動取締装置についても「ネズミ捕り機」などと俗称されることもある。以下、本文中では単に「取締装置」という。
なお、警告用電光掲示板を組み合わせた高速走行抑止システムについてもこの項目で解説する。

## 概要
速度違反の取締りのうち自動取締装置が占める割合(2019年)
主要な幹線道路や、高速道路、直線道路や、事故多発区間、速度超過違反が多発している道路に設置されており、制限速度を大きく超過して走行している車両を検知すると、当該車両の速度を記録し、ナンバープレートおよび運転手の撮影を行う。小型の装置（Sensys SWSS）や可搬式の装置は通学路、ゾーン30、見通しの悪い道路にも設置される。
取締りの負担の問題から、一般的な速度違反の取締りよりも取締り件数を極力少数に抑える独特の運用形態であることが一般的であり（#問題点も参照）、速度超過違反が多発している道路に設置された上で、暴走運転のような重大な違反のみを対象とし、歩行者等への危険性が懸念されるような比較的軽微な違反は全く取締りの対象としない場合や、逆に交通量が少なかったり、速度超過違反の少ない道路において、比較的軽微な違反も警察業務の支障とならない範囲で取締りの対象とすることが一般的である。ただし、可搬式装置の場合は取締り件数の調整が容易であり、取締りを実施する時間を短くする代わりに作動速度を引き下げるなど、この限りではない場合もある。
固定式取締装置は速度超過違反が多発している道路に設置されているため、重大な違反に重点を置いており、基本的には一発で免許停止の行政処分となる赤切符（非反則行為）の違反のみを取締対象とし、一般道路では30 km/h以上、高速道路では40 km/h以上の速度超過か、道路状況によっては更に高い速度で撮影される。
可搬式取締装置は、この限りではないため15 km/h以上の速度超過で撮影されるが、制限速度の10%以上の超過から取り締まるという考え方が2013年に否定されており、制限速度の10%に満たない速度超過でも撮影される可能性がある。
ただし、過去の判例から、人権との関係などの問題で、自動取締装置で反則行為にあたる青切符の速度違反での写真撮影は許されない可能性があり、青切符を交付された違反者が反則金を納付せず、正式裁判を希望した場合、どのような判断が示されるかは未知数である。また、青切符での取締りは、現行の制度では捜査の手間から考えて現実的ではないとの指摘もあり、幹線道路のような違反の多い道路では結局のところ作動速度を赤切符相当などの非常に高い速度に引き上げることを余儀なくされている。
日本国内の場合は、撮影の瞬間に、多くは赤色（白色のものもある）のストロボ（フラッシュ）が発光する。自動取締装置によって撮影されると、数日から遅くとも30日程度で警察から当該車両の所有者に出頭通知が送付される。レンタカーや事業者や個人間賃借の場合は、運転手特定のために、更に数週間から数か月を要する場合もある。
ところが、自動取締装置による取り締まりは、軽微な違反の場合で、違反について争わず、反則金での処理に同意している違反者も全員を出頭させているため、呼び出しや処理に多大な負担が掛かっており、フィルム式からデジタルカメラによる回線伝送に移行した結果、膨大な量の画像が転送される結果となり、大量の違反画像が次々に破棄されるようになってしまった。例えば埼玉県の場合、追跡捜査の対象となるのは写真撮影を行った速度違反車両の2 - 3割程度に過ぎず、大多数の違反は有効な違反にもかかわらず、捜査すら行われることなく見逃されている。このような問題から、2012年中の速度取り締まり件数のうち、自動取締装置による割合は、僅か3.3%に留まっている（詳細は#問題点を参照）。
このように、違反切符を交付した後は反則金を納付しない違反者についてのみ扱えばよい他の方式の速度取締りと比較すると、自動取締は運転手特定のための事後捜査の負担が大きく、特に悪質な違反者の検挙が困難であり、運転手が特定できない場合や捜査の負担が大きい違反の場合は日常的に写真を破棄している。取締り件数の少なさから起因する取締り効果の低さが課題であり、また、ナンバープレートから名義人が判明しても、取締り時点の運転手が特定できない場合は、違反点数はもちろん、違反金についても車両の名義人に請求する制度がないため科すことができない。一方で撮影機能のない定置式スピード測定器を使用した有人式の取締り（ネズミ捕り）では、多数の警察官を動員しその場で停車させるため、時間的・場所的な制約があり、生活道路等での取締りが困難である。従って、自動取締と有人式の取締りを組み合わせることが不可欠である。ただし、多くの国で自動車所有者にも違反の責任を課しており、違反当時の運転手を知らせなかった場合に自動車の所有者の違反として扱える制度が存在するため、運転手を特定する必要性がなく、このような国では、ナンバープレートを自動で読み取り、登録された住所へ違反通知が送付される完全自動化されたシステムが整備され、取締りの負担がほぼ皆無であり、自動取締が主流となっている国も少なくない。
アメリカ合衆国では、交通違反の取締に反発する人々から、銃で撃ち壊されたり、スプレーペンキで撮影レンズが汚される事件が多発したが、対策がなされ、速度・信号無視・一時不停止取締装置が多数設置されている。

## 予告看板

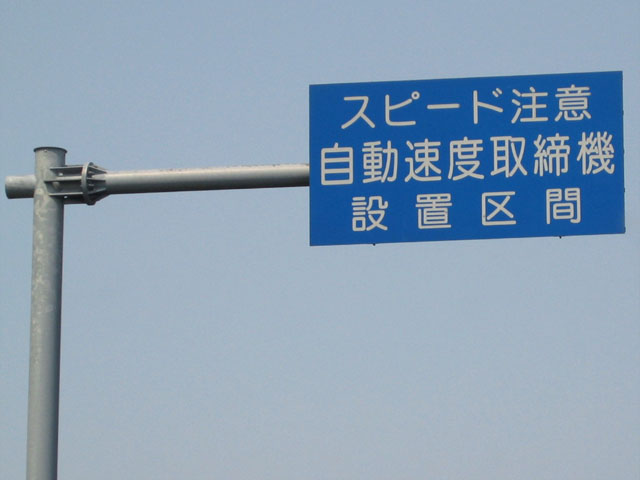
設置箇所の直前にある事前警告標識 - 岐阜県

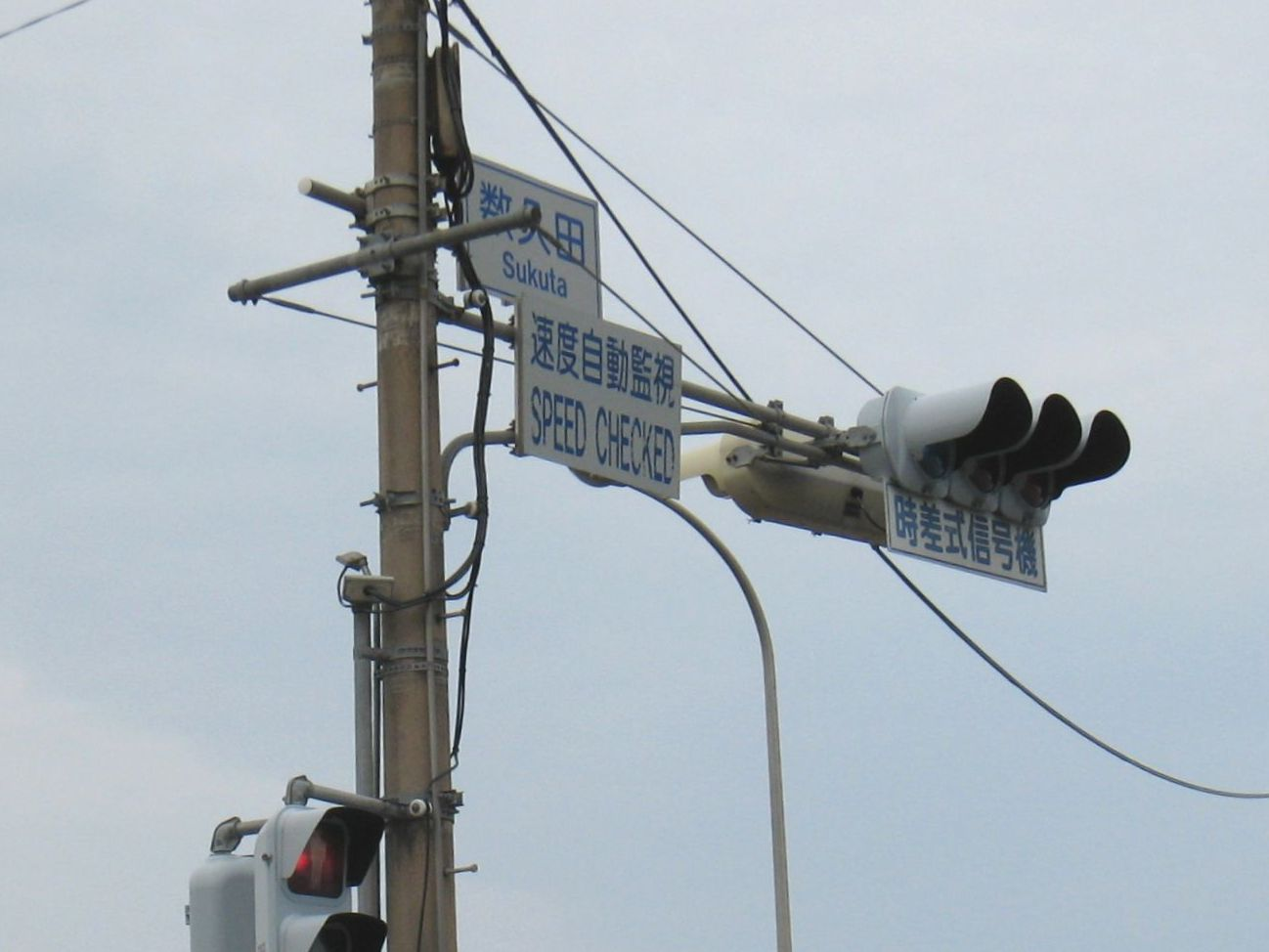
設置箇所の直前にある事前警告標識（英語併記の例）(現在は撤去済み) - 沖縄県

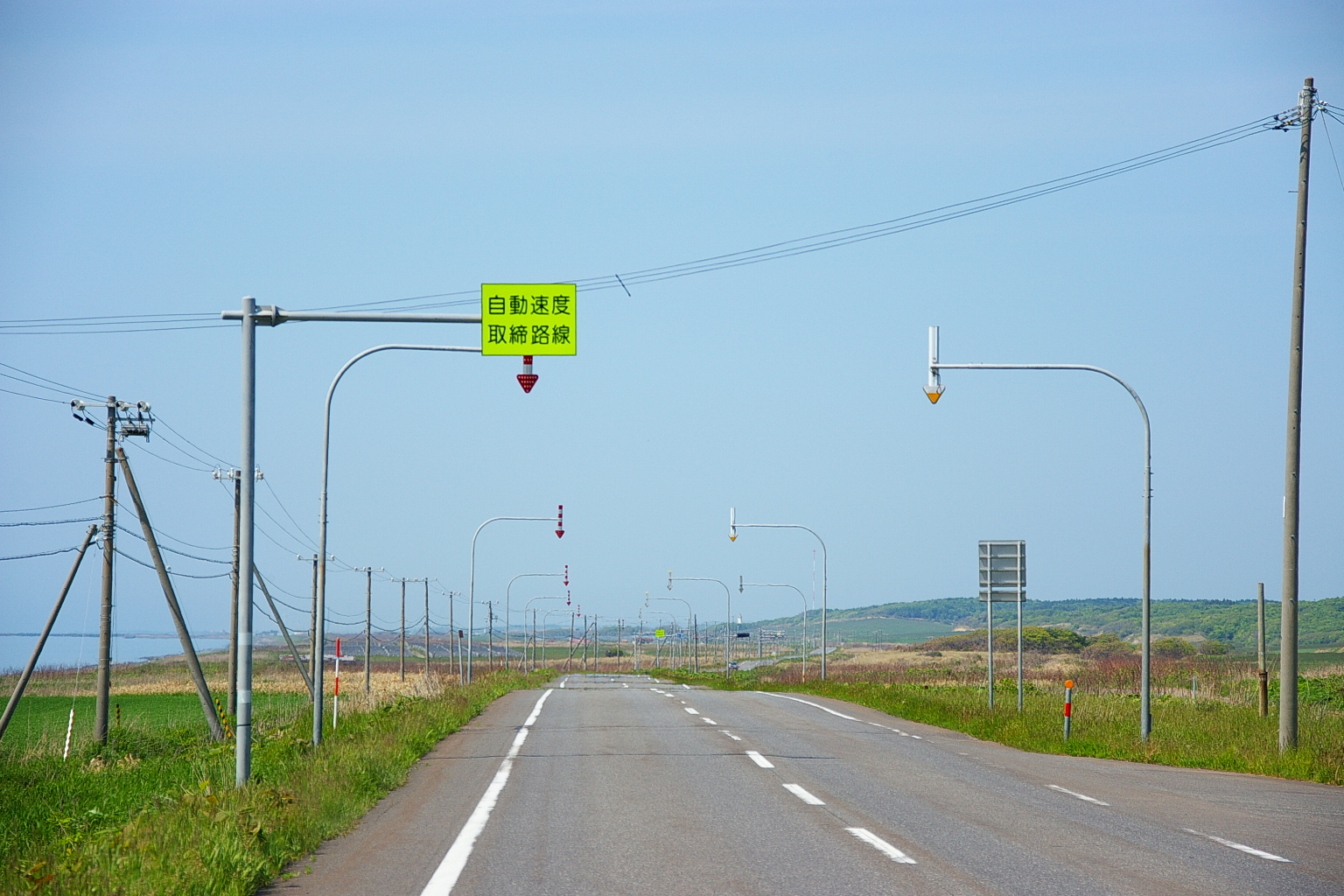
設置箇所の直前にある事前警告標識（色違いの例） - 北海道

### 固定式取締装置の予告看板
固定式取締装置を設置している道路には、設置していることを警告する標識が設置箇所の手前に少なくとも2箇所、多い場合は4箇所から5箇所設置してある（例・「速度自動取締装置設置路線」）が、Sensys SWSSと呼ばれる装置の場合は1箇所のみ設置されている。
この看板は法令で設置しなければならないと定められたものではなく、走行速度を低下させることを目的として制限速度を守れという交通指導のために設置されており、過去の裁判の判例によれば、必ずしも設置する必要はなく、看板についても静止状態でも判読不能な看板や、意味不明な内容の看板（単に「スピード」とのみ表示）を設置したり、ほとんど見えないような場所に設置されていたこともあった。
なお、この際に弁護側から写真撮影の予告が行われていないことも問題視されたが、基本的にそのようなプライバシーに配慮した看板が設置されることはなかった。しかしながら、それでも予告看板は速度違反とは関係のない助手席など同乗者の顔も写ってしまうことに対する配慮の意味もあるとの主張がなされることがある。
また予告看板は、基本的に取締装置が設置されている道路に設置されるため、その道路を進行した場合には視認できるが、右左折等により道路に侵入した場合は一枚も予告板を見ることができない場合がある。しかしながら、予告看板は速度違反を抑制する機能を有するに過ぎず、犯罪行為を行う者に対して事前に証拠保全のための写真撮影が行われることを告知しておく必要はなく、予告板の有無は、取締装置により撮影された写真を証拠とすることについてなんら影響を及ぼすものではないのであるから、侵入方向により、予告板を見ることができる場合と、予告板を見ることができなかった場合という異なる結果が生じたとしても、憲法一四条（法の下の平等）には違反しないという判断が示されている。
標識の色は基本的に青色だが、都道府県により異なる場合がある。また、在日米軍関係車両の通行が多い沖縄県では、SPEED CHECK または SPEED CHECKED と併記されている。
速度違反自動取締装置と、手前に設置した速度検知器と速度警告板を組み合わせた「高速走行抑止システム」と呼ばれる装置もある。これは5 km/h以上の速度超過で「速度落とせ」のランプが点灯するもので、さらに片側2車線以上の道路では当該車両が走行している車線を示す矢印も点灯する。

### 可搬式取締装置の予告看板
可搬式および半可搬式取締装置の場合には、事前の警告看板の設置は行わない。これは、路肩等に装置を設置する定置式の取り締まりでは、一見して取締りを行っていると分かるとして、事前告知は不要という認識が警察内にあるためであり、更に装置の導入の際にウェブサイトや報道で周知しているため、予告看板は必要ないためである。ただし、事前告知をやってはいけないわけでもなく、警察庁によれば、都道府県警察によっては取り締まりの際に、独自に警告看板を設置しているところもある。
例えば、愛知県警察は可搬式取締装置での取締りにおいて予告看板を設置せず行なっており、その旨をウェブページで公開している。可搬式取締装置の運用開始1か月以後は、予告看板を設置せず取締りを行うことについて、愛知県警察と名古屋地方検察庁で協議し、検察庁から承諾を得ている。
予告看板を設置せずに取り締まりを行っている愛知県警でも、取り締まり後に実勢速度低下の効果が認められており、警察の認識通り、必ずしも予告看板を設置する必要があるわけではないことが実証されている。
なお、可搬式オービスは2020年度末時点で新潟県を除く46都道府県に計99台配備されている。最も多いのは東京都で7台。その東京都でも2020年中の取締り件数は、前年の配備数で考えても1台1日あたりわずか0.5件にしかならず、実際には2020年中に追加配備されていることから更に少ないことになり、取締りには全く役に立たなかったが、国は2021年6月に発生した八街児童5人死傷事故を受け、可搬式オービスによる経常的な取り締まりを実施することで、ドライバーへの速度違反の注意を促していく事を事故対策の一つに掲げており、今後も配備が進む可能性もある。

## 歴史
オランダのラリードライバーであるモーリス・ガッツォニデスが、コーナリング技術の向上のために「ガッツォ(Gatso)」というカメラを開発したのが、スピードカメラの起源であり、取締装置も同じ技術を利用して作られている。
オービス（自動速度違反取締装置）を我が国で最初に輸入販売したのがヤナセだった。1973年その有用性に着目したヤナセは子会社を設立しボーイング社と契約を締結。第一号機は阪神高速に設置されました。その後、センサーの不具合が多発、ボーイング社が生産中止を決定したため、同社から特許権等を買取りサービスを担当していた東京航空計器（株）に売却、ヤナセはオービス事業から撤退します。以下は当時オービスを取り扱っていた子会社（株）アポロ・インターナショナルの社長だった故藤田稔氏の思い出話です。
最初はセンサーもちきんと作動し、写真も鮮明に写るのでかなり好評でした。しかし、しばらくして道路の中に埋めたセンサーが頻繁に故障するようになってきたのです。（ヤナセと自動速度違反取締装置（1973年））
日本における取締装置は、1976年にアメリカ合衆国のボーイングで製造されていた "ORBIS III"（オービス スリー）を、日本の商社である株式会社アポロインターナショナルが警視庁に持ち込んだのが始まりで、同年5月1日から国道43号の兵庫県西宮市本町に設置された。当時の価格は1台1500万円。1976年10月、東京航空計器は株式会社アポロインターナショナルから、日本でのオービスIIIの利用権を購入した。
なお、1973年には、警視庁が日本で初めて首都高速道路に設置していた記録が残っている。
他にも、協和電業、松下通信工業（現パナソニック モバイルコミュニケーションズ）(VT-1510)、三菱電機 (RS-701) で生産されていたが、現在はオービスIIIを製造してきた東京航空計器と、世界でSensys SSS(Speed Safety System)やGatsoを製造してきたSensys Gatso Groupだけが取締装置を販売している。なお「オービス」は、この分野に限り東京航空計器株式会社の登録商標（日本第1442534号・第1476539号）である。また、定置式速度取り締まり（ネズミ捕り）に利用される可搬式スピード測定器については日本無線も製造しているが、これには撮影機能は無い。

### 近年の動向
2013年、交通事故抑止に資する取締り・速度規制等の在り方に関する懇談会で新たな速度違反自動取締装置の導入が検討される。
2014年、埼玉県で新たな速度違反自動取締装置に関するモデル事業が行われた。新型固定式（Sensys SWSS）と可搬式（Sensys MSSS）がスウェーデンのSensys製、半可搬式がオランダのGatso製であった。
2015年、Sensys Traffic ABはGatso Beheer B.V.を買収し、Sensys Gatso Group ABが誕生した。
2016年（平成28年）4月には、埼玉県警察・岐阜県警察で固定式・可搬式・半可搬式を各1台使用してモデル事業が行われた。固定式と可搬式は2014年のモデル事業と同様Sensys製であったが、半可搬式は東京航空計器製であった。その後小型固定式・可搬式・半可搬式速度違反自動取締装置の本格運用が始まった。
2016年、東京航空計器が開発した可搬式のLSM-300が承認され、都道府県警察が購入可能になった。なお、LSM-300は台座を取り付けることで半可搬式装置として使用することができる。2017年（平成29年）4月には愛知県警察にも、可搬式の速度違反自動取締装置が導入された。
2017年4月、モデル事業で使用された新型固定式のSensys SWSSと可搬式のSensys MSSSが承認され、都道府県警察が購入可能になった。
2021年、東京航空計器が開発した半固定式オービスが阪神高速道路に設置された。
2023年、奈良県および北海道警察の職員が自作の可搬式オービスのダミーをそれぞれ製作。道路脇に設置することで、スピード違反の抑止効果が見られると評価された。

## 種類と特徴

### 固定式

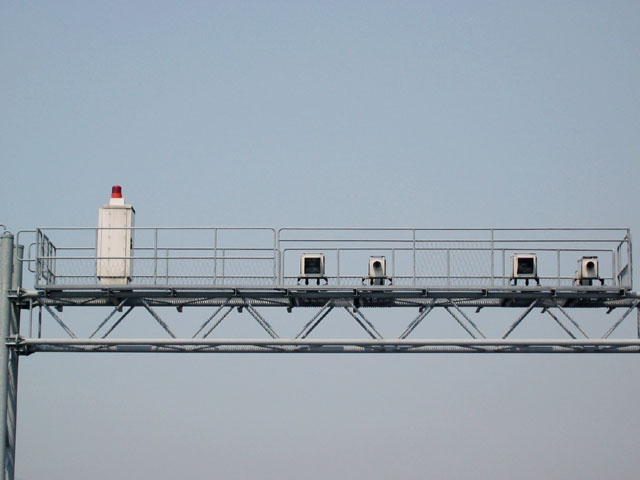
柱上型オービスIII（通称LHシステム）によるもの - 岐阜県（名神高速道路）

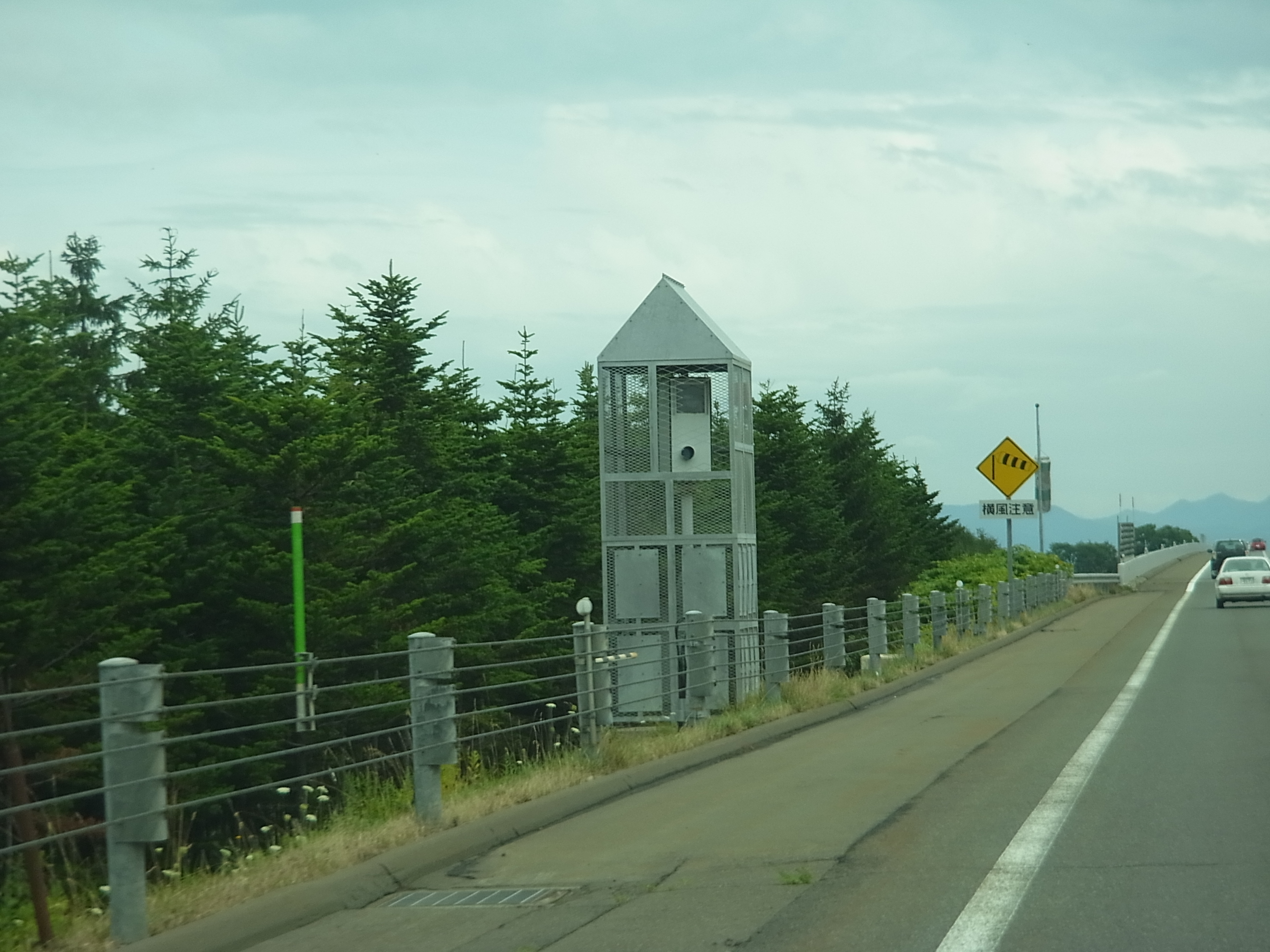
路肩に設置されているオービスIII - 北海道（道央自動車道）

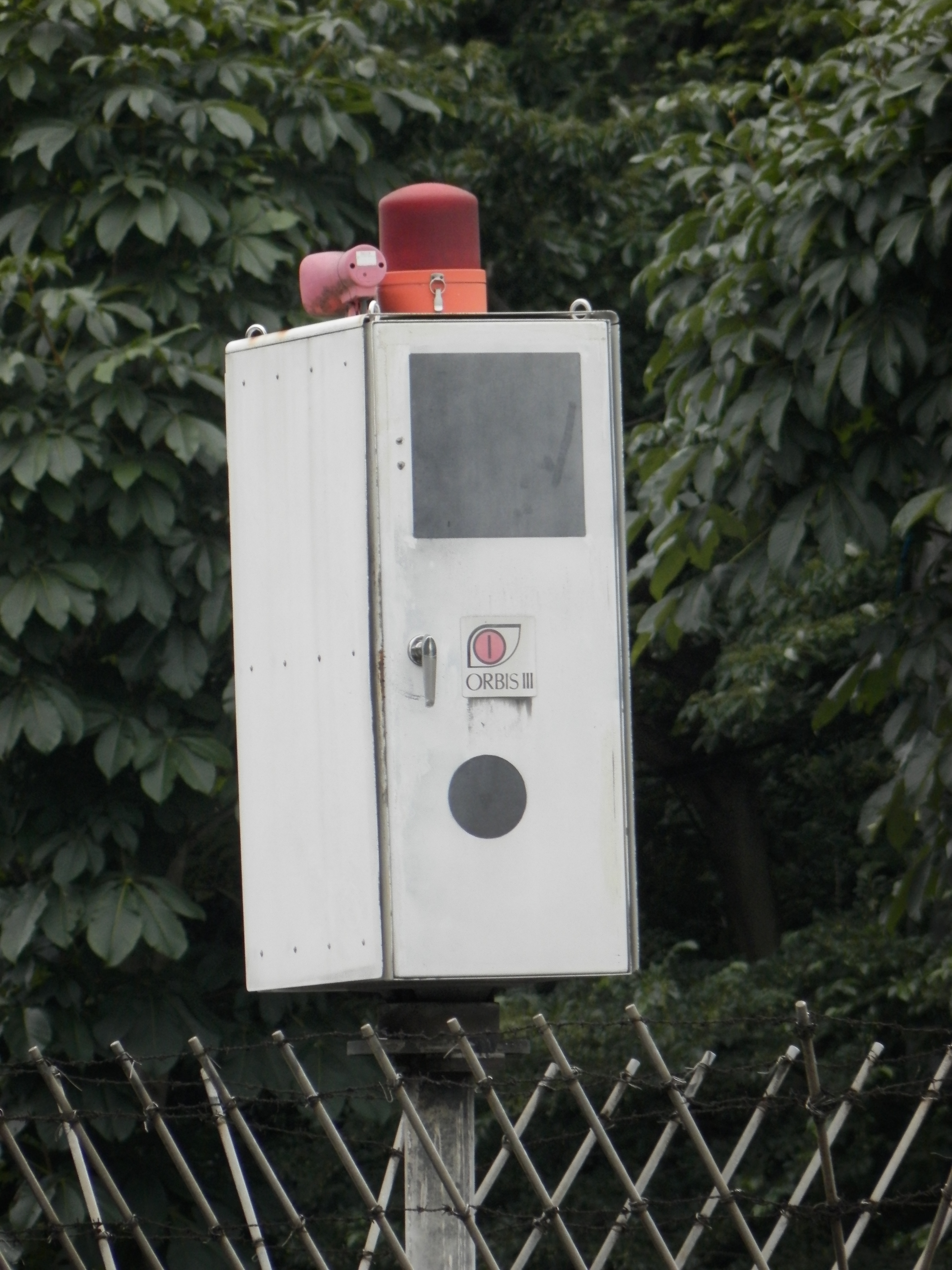
オービスIII後面- 茨城県（国道4号）
回転により両方向に対応する機種のため、後面にもカメラを模したダミー塗装が施されている

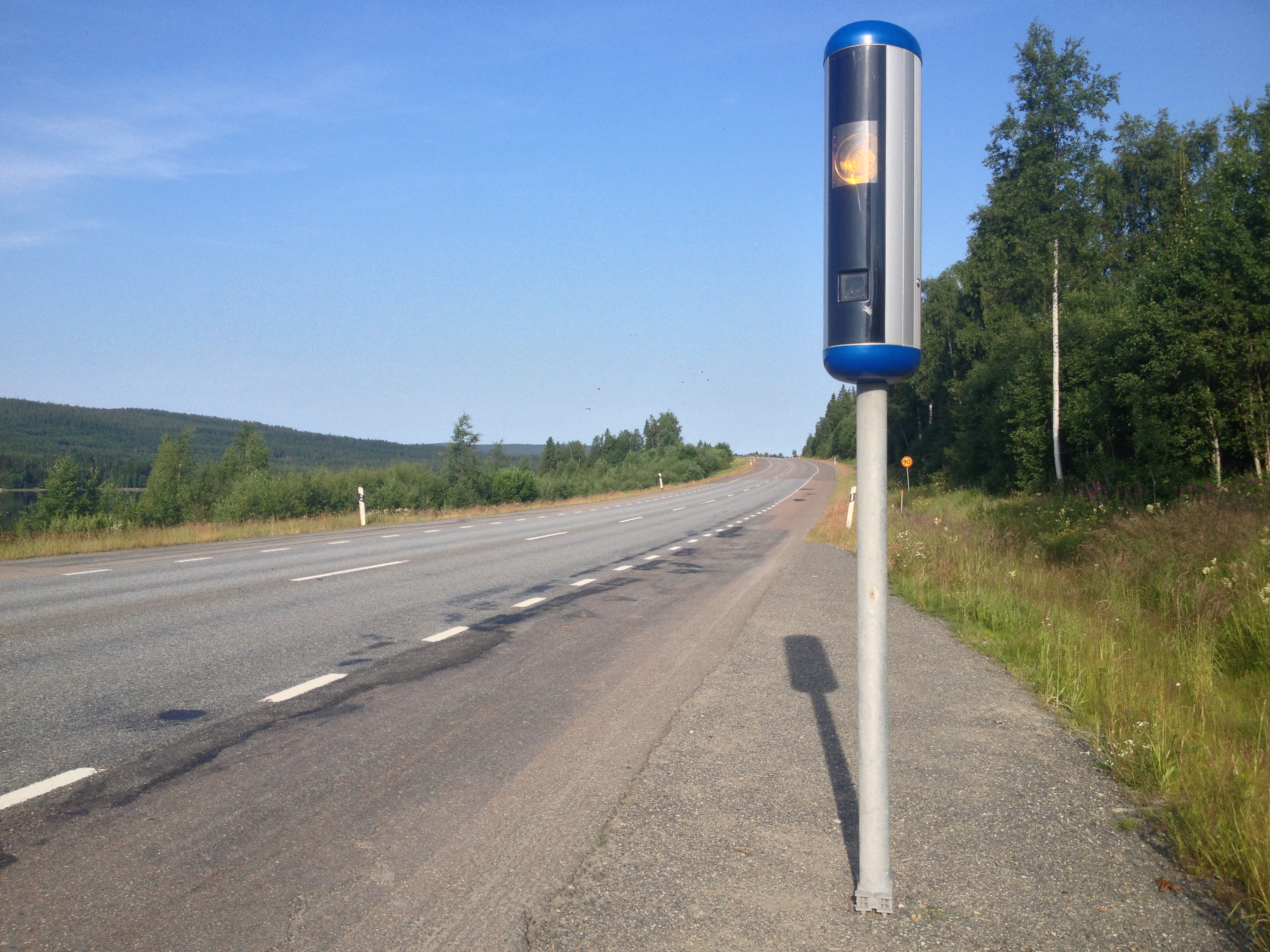
Sensys SSS

オービスIII
速度の測定にループコイルを使用する装置。道路下5 cmの所に6.9 mの間隔を空けて3個のループコイルが埋め込まれている。車両は金属製であるため、車両がループコイルに接近するとループコイルのインダクタンスが変化する。これを利用して車両の通過時間と距離 (6.9 m) から速度を計算する。
誤検挙を避けるためループコイル3つで2回の測定を行い、その結果に大きな差がある場合は「異常」として撮影は行われない。撮影地点には白線が、ループコイルの埋設場所には、設置時の路面の切り欠き溝や逆三角の金属プレートがはめ込まれていることが多い。
- 受動的な速度測定方式のためレーダー探知機には発見されない。ただしGPSを併用する探知機の場合、その限りではない。
- 積雪によりコイルと車両とが離れることで、インダクタンスの変化が少なくなり、自動車の通過を検出できなくなる短所があるため、豪雪地域では設置されていない。
- 車両の動荷重によって舗装が撓みループコイルが折損するため、定期的な交換が必要になる。
- 新型の半固定式オービス（ORBIS V-HK）が登場し、新規で設置されることはなくなった。

自立型オービスIII（スリー）
測定にループコイルを使用する自立型のオービスIII。Lj型まではこの撮影装置内に交換式の写真フィルムが装填されていたが、Lk型以降の装置はデジタルカメラを使用するため、フィルム切れがなくなった
防犯上、撮影装置は金網で囲まれている。
柱上型オービスIII（通称LHシステム）
オービスIII LkやLx型の柱上型。1994年にオービスIII Lkの柱上型が登場し、Hシステムと同様に画像伝送式で、カメラやストロボの形状がHシステムに酷似していたことから運転手の間で「ループコイル式高速走行抑止システム」と名付けられ、ループコイルの頭文字(LOOP COIL)からLHシステムとも呼ばれるが、実際には高速走行抑止システムではなく、警告機能のない速度違反自動取締装置であり、本質的には誤った呼び方である。カメラ筐体部の外見はRS-2000（Hシステム）とほぼ同じだが、レーダーを備えていないため、NシステムやTシステムと判別がつきにくく、トンネル内に設置されている場所もある。
Sensys SWSS (Speed Warning Safety System)
Sensys Gatso GroupのSensys SSS（Speed Safety System）に警告機能を追加した装置で、複数の車線に同時に対応し、300 km/hまでの高速域に対応する。小型のため、設置スペースの確保が困難な生活道路にも設置が可能。速度違反の車両をレーダーで感知すると、LEDによる発光で運転手と周囲の歩行者などに警告を行い、撮影地点で速度を超過していた場合に撮影を行う。音声による警告も可能。レーダー式だが、GPSを利用しない場合は、あらゆるレーダー探知機を無力化する。事前の警告看板は1枚のみ設置されている。
可搬式や半可搬式取締装置と同時に導入され、生活道路のような狭い道路にも設置できることから「新型固定式」「小型固定式」と呼ばれることもある。
オービスV（ファイブ）
測定にスキャンレーザーセンサを使用するオービス。なおオービスIV（フォー）は存在しない。オービスV Ls（支柱型）、Lp（自立型）、HK（半固定式型）がある。ループコイル埋設が困難な場所で、将来的にSensys SWSSと競合する可能性がある。
半固定式（ORBIS V-HK）
固定式装置オービスVの一種だが、設置場所に電源部等の拠点のみを固定し、測定部や撮影部を簡易に設置する装置。拠点装置を増設すれば容易に移設が可能で、1基の測定部で複数の地点をカバーすることができ、全ての箇所に測定部や撮影部を設置していた従来の固定式より安価に設置場所を増やすことができる。

### 固定式以外
移動式
警察車両（ワンボックス車が多い）に積載・搬送し、ジャッキアップして車両を固定し、車体のブレを無くした上で測定していた。取締には2人以上の警察官が乗っており、大半はレーダー式。光電管式のものもあったが、これらは2017年をもって取締りを終了した。パトロールカー（覆面パトカーも含まれる）に搭載しているレーザー式の装置もあり、これにもカメラが搭載されているが、この装置は基本的に測定後そのまま追跡して停車させ反則告知を行っている。ただしレーザー式装置には違反が確定しない問題があり、速度違反を日常的に見逃している他、過去に速度違反の捏造事件が発生したことがある。（詳細は#問題点を参照）
海外では、走行しながら前方及び反対車線の車両に対して、速度計測・撮影をするものも出始めている。
可搬式
2016年（平成28年）4月から、今まで設置が難しかった生活道路や路地など、狭い道路に対応するため「可搬式速度違反自動取り締まり装置」の運用が始まり、三脚の上に速度測定装置とデジタルカメラを設置して、速度違反車両を記録し、後日運転手を呼び出すタイプが導入されている。
Sensys Gatso製のレーダー式Sensys MSSSと東京航空計器製のスキャンレーザー式LSM-300やLSM-310があり、レーダー式はあらゆるレーダー探知機を無力化し、300 km/hまでの高速域に対応する。スキャンレーザー式はレーザー光受信機能を持たない探知機では受信できない。
- レーダーを利用する移動式および可搬式取締装置は、電波法令上の無線標定移動局であるため、操作またはその監督に第二級陸上特殊無線技士以上の無線従事者を要する。

警察署によっては取締装置の導入費用や要員の確保が大きな負担となる場合もあるため、（警察が市民を欺く構図にはなるが）外観を本物そっくりに仕立てたダミー（張りぼて）も一部で運用されており、違反者の取り締まりはできないものの、速度抑制には一定の効果を挙げている。
半可搬式
可搬式取締装置に固定用の台座を取り付けたもので、バッテリー駆動で一定期間取り締まりを行う。固定式と同様の機能を持つが、トラック等で定期的に移動させることができる。人員の配置が不要だが、設置後も定期的に充電済みのバッテリーへと交換する必要がある。

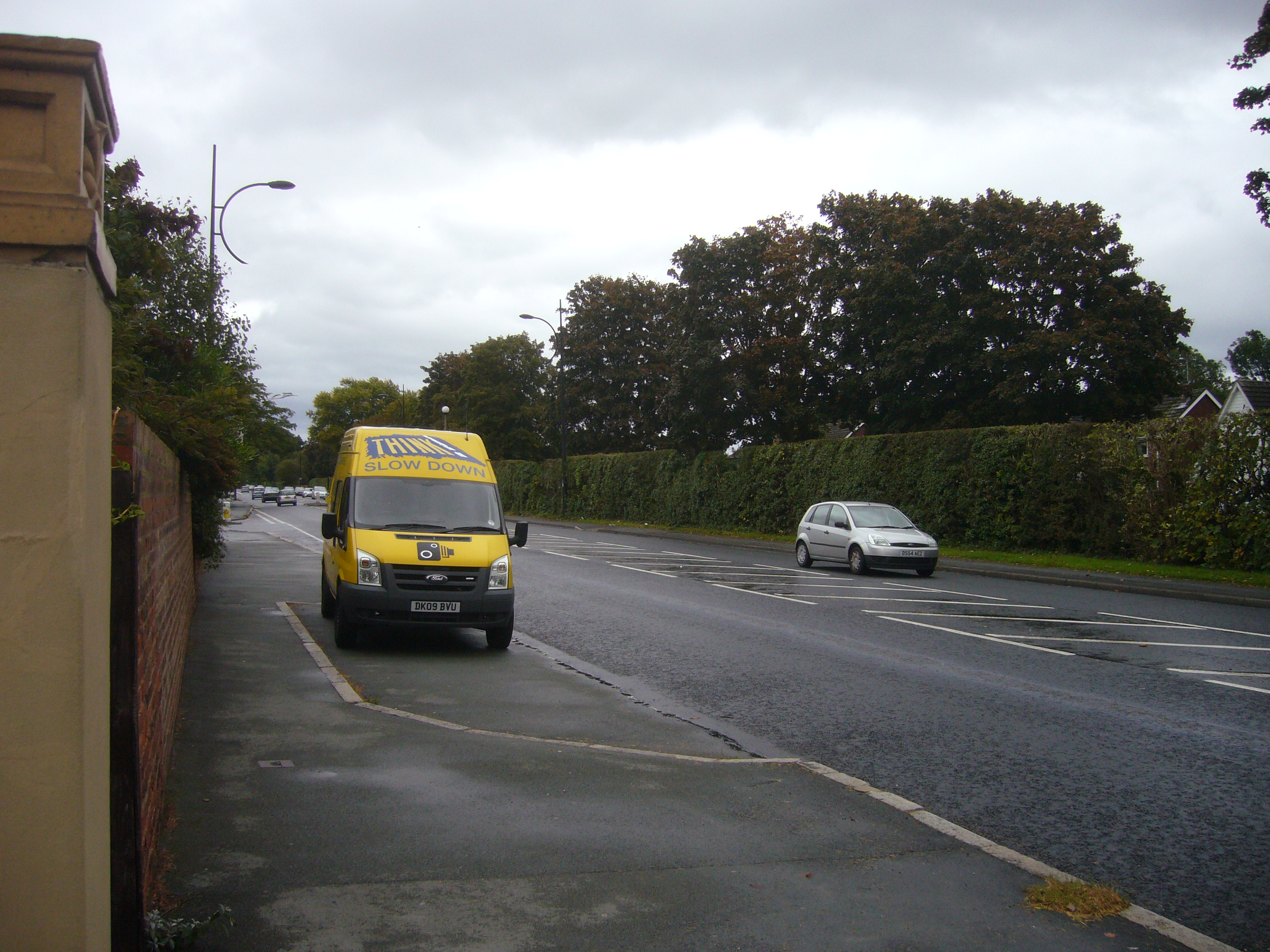
移動式速度違反自動取締装置（イギリス）
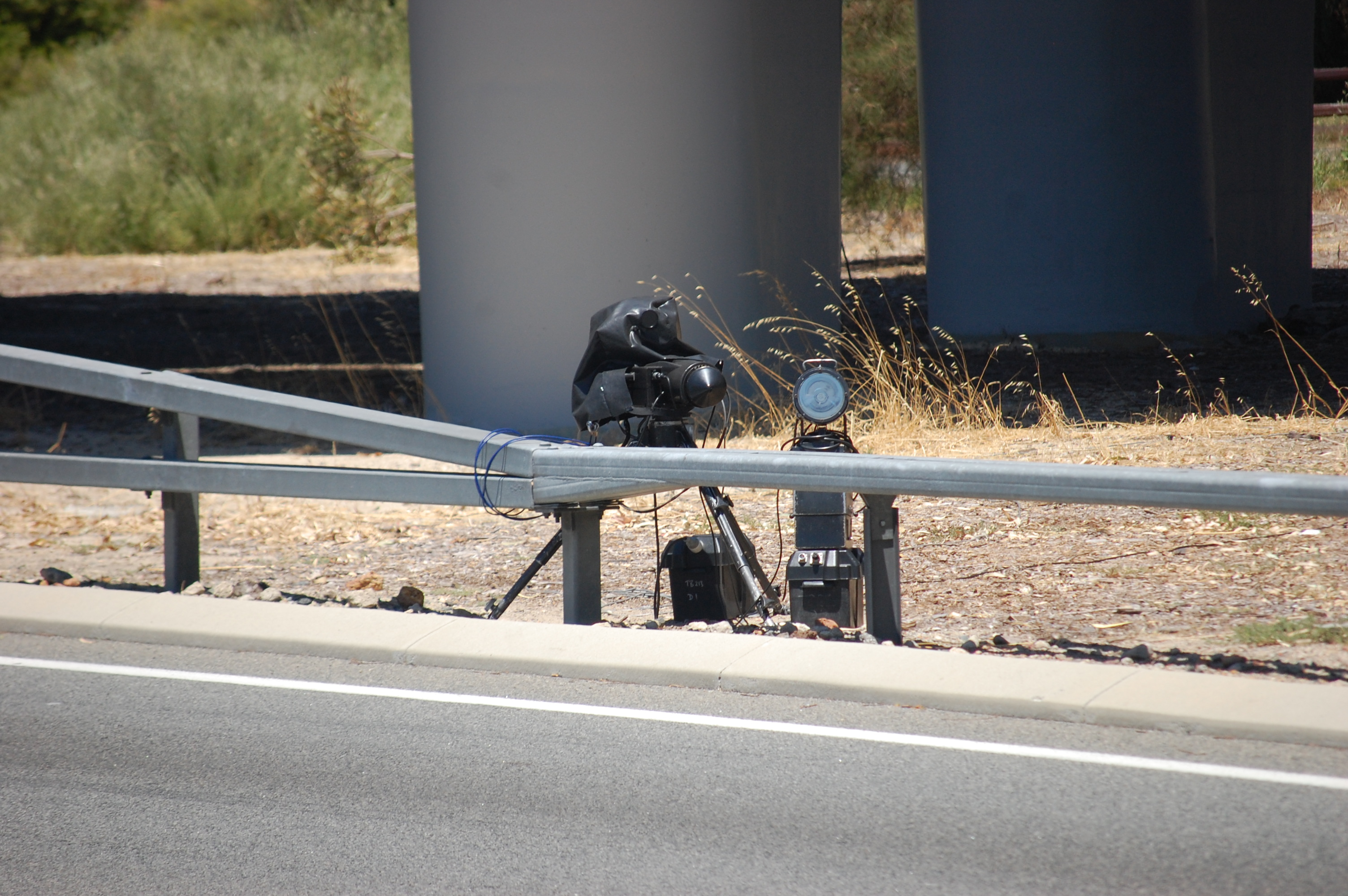
可搬式速度違反自動取締装置（オーストラリア）
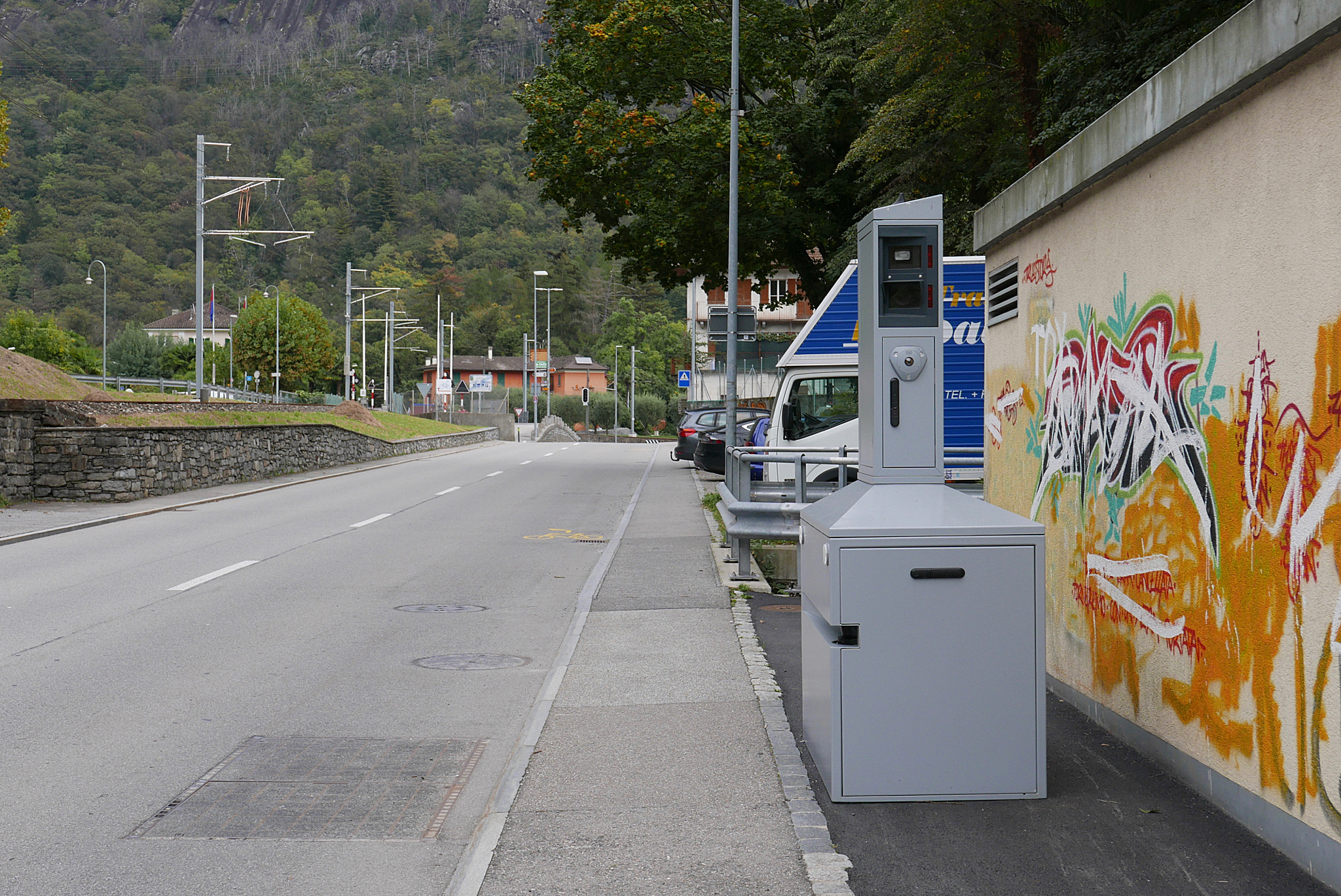
半可搬式速度違反自動取締装置（スイス）

### 現在使用されていない装置
レーダー式
速度測定にドップラー・レーダーを使用する装置。ループコイルによる速度測定は精度が高いものの、交通量が多い場所などでは埋め込み工事が難しく、そもそも路面にループコイルの埋め込みが困難な場所もあり、そのような場所では専らレーダー式など路面への施工が不要な方式が使用された。自動車に対してマイクロ波を照射し、反射した電波の周波数から速度を計算する。電波法令上の無線標定陸上局であり、操作またはその監督に無線従事者を要する。
レーダー式オービス
測定に10.525GHzのレーダーを使用する三菱電機のRS-701や松下通信工業のVT-1510が販売されており、製品名は「オービス」ではないが、中央分離帯、または路肩に撮影装置が、その10 mほど前方の道路上にレーダーのアンテナが設置されていることからレーダー式オービスと呼ばれていた。2000年代以降、故障していても交換部品が無いため修理を行えず、放置されたまま稼働停止が相次いでいる。
- 雨天時や車間距離が詰まっている場合など、乱反射で稀に誤測定をする疑惑があること、常に電波を発射しているためレーダー探知機に検知され、容易に発見されてしまうことが欠点である。しかし、これは走行速度を低下させるため、手前に警告看板を設置していることを考えると、利点とも言える。

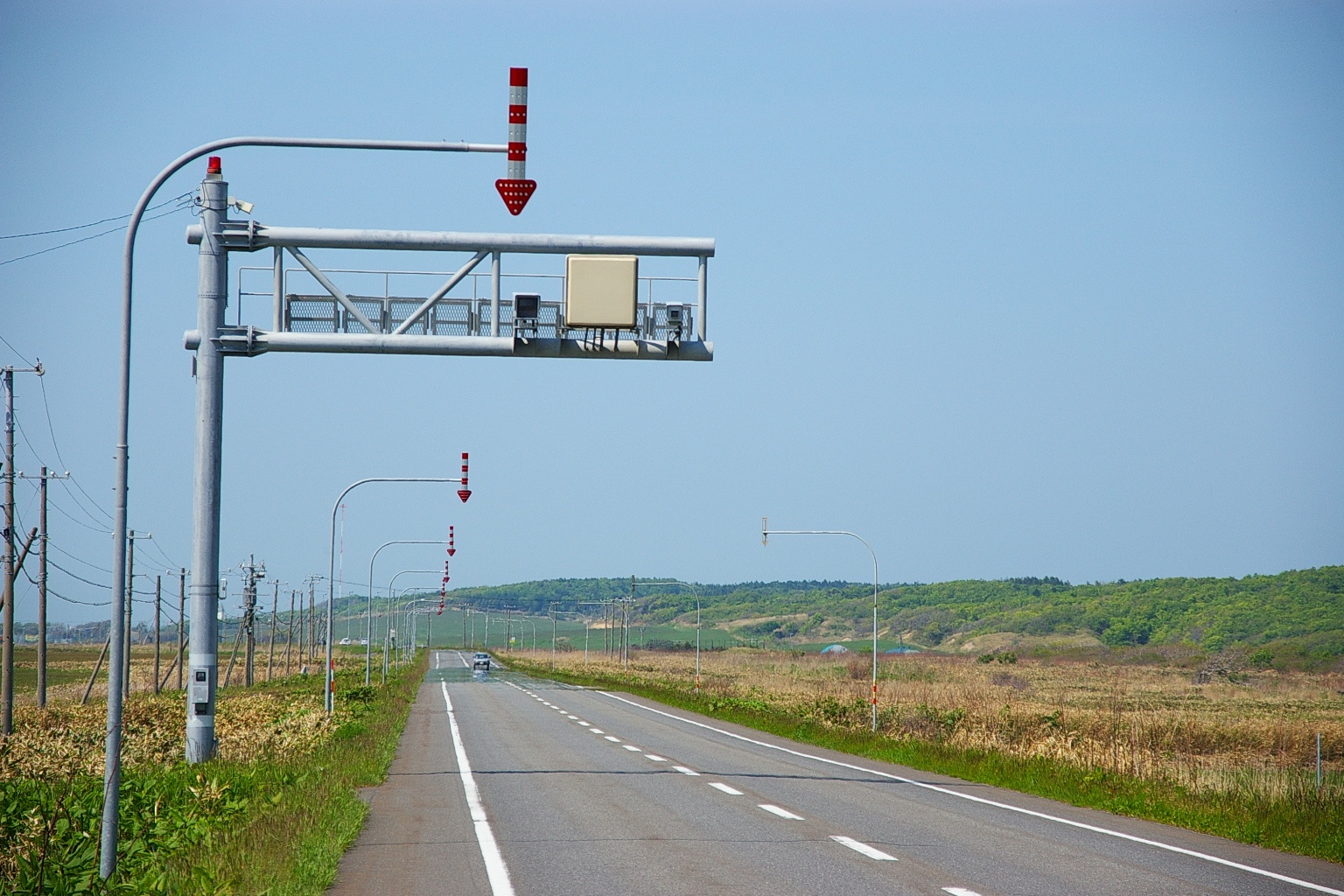
かつて多く設置されていたRS-2000（通称Hシステム） - 北海道

Hシステム
三菱電機製で道路上に設置されるRS-2000等で、単独で使用する他に、速度感知器と警告用電光掲示板を組み合わせ、速度違反車両を検知すると手前に設置した電光掲示板を組み合わせ、速度違反車両を検知すると手前に設置した電光掲示板で「速度落とせ」等の警告を行う「高速走行抑止システム」も存在する。「高速=High speed」の頭文字や阪神高速道路に多く設置されたことから、阪神高速の頭文字 (HANSHIN EXPRESSWAY) を取ってHシステムと呼ばれる。「電子画像撮影・伝送方式」と呼ばれ、デジタルカメラで撮影し測定したデータを、直ちに有線通信回線を通じて管理センターに伝送するため、写真フィルム切れは無くなった。
1992年に登場した2代目「新Hシステム」は、CCDカメラ、赤外線ストロボ、白くて四角いレドーム（通称「はんぺん」 ）が備えられている。最も多く設置されていたが、2008年に三菱電機がHシステムの製造販売から撤退したことを受け、2017年（平成29年）から各地で撤去が始まっている。2019年（平成31年）3月に三菱電機がHシステムに関する全ての対応を終了したことから、撤去への動きがさらに加速している。
NHシステム
Nシステムのカメラを用いて通過車両を一定のシャッタースピードで撮影し、画像の残像をコンピュータで解析し残像の度合いによって走行速度を割り出すシステム。現在、この方式での速度違反取締りは行われていないが、将来的に取締りに使用される可能性があるとされている。
光電管式
ループコイルの代わりに光源と光電管を設置し（または光源と光電管を隣り合わせて設置、対向に反射板を設置し）、車両が通過する時間で速度を測定する方式。レンズの汚れに光学センサーが弱いことと、複数車線での取締が困難であることから、常設型の道路設置での普及はしなかったが、臨時に速度違反を実施する持ち運び可能な、可搬移動式スピード測定器および移動式取締装置では活躍している。光電管は電波を発射せず、しかも場所が固定されていないため、事前の探知は不能である。

## 問題点

### 人権との関係
- たとえ速度違反者といえども、警察による容貌の無断撮影はプライバシー権（肖像権）の侵害である可能性がある。
- 助手席に同乗している者の写真も撮影されるため、違反行為とは全く無関係な第三者のプライバシー権も侵害される可能性がある。
- 取締装置が反応した現場に警察官はいない。違反者は後日呼び出しはがきの送達を受け、警察署に出頭したときに初めて弁明の機会が与えられることになるため、その場に警察官がいる取締方法に比べ、被疑者の防禦権が著しく制限される。

なお、「（違反者、同乗者の）プライバシー権の侵害である」という問題については、1969年（昭和44年）12月24日の最高裁判所大法廷判決を踏まえ、「犯罪が現に行われ」「証拠を確保する必要性および緊急性があり」「方法が合理的である」という「三条件を満たすような場合」に、本人の同意なく警察官による容貌の撮影が許容されると判決が出ており、取締装置による撮影も同様に許容される。
そのため、速度違反自動取締装置による取り締まりは、最高速度超過という「犯罪が現に行われており」、直ちに撮影しなければ現場を走り去ってしまうため、「証拠保全の必要性および緊急性があり」、「合理的な方法」による撮影であるから、これら「三条件」を満たしており、1986年（昭和61年）2月14日最高裁判所第二小法廷判決以後、一貫して取締装置による写真撮影は、日本国憲法に合憲で、プライバシー権の侵害を認定した判例はない。
ただし、過去の判例などから写真撮影が許されるのは赤切符の違反に限られる可能性もあり、反則行為にあたる青切符を交付された違反者が反則金を納付せず、正式裁判を希望した場合、どのような判断が示されるかは未知数である。（詳細は#概要節を参照）
また防禦権についても、十数日後に任意出頭を求め弁解を聴く機会を与えており、検挙速度も暴走運転のような過度の速度違反を対象としているため、そのような記憶を短期間に喪失することは、経験則上考えられないことを理由に、防禦権の侵害はないと判決で示されている。

### 自白の強要（黙秘権の侵害）の問題
自動車所有者にも違反についての責任を課している国では、黙秘権の観点から自白の強要が問題になることがある。
2000年4月、イギリスの1988年道路交通法(Road Traffic Act 1988)の172条（1991年道路交通法第21条により改正）が、自動車の所有者に対し、合理的な注意を払っても運転手を知ることができなかったと認められた場合を除き、違反当時の運転手の情報を提供することを要求しており、運転手の身元に関する情報を提供しない場合、自動車の所有者が速度違反と同様の罰則を受けることが「自白の強要」に相当し、1998年人権法(Human Rights Act 1998)に反しているとして、自身の違反だと認めなければ速度違反と同様の罰則が科されるという脅しの下で余儀なくされた自白をもとに有罪判決を受けたと主張する運転手と、黙秘権を行使し、自白も運転手の情報提供もしなかったことで有罪になり、自分を罪に陥れない権利を侵害されたと主張する運転手が訴えを起こした。最初は判事によって訴えが認められたが、その後覆され、欧州人権裁判所（ECtHR）と欧州司法裁判所（ECJ）で審理された。2007年、欧州人権裁判所は、カメラに映ったスピード違反の自動車の所有者に違反当時の運転手の情報を提供するよう義務付けることは、欧州人権条約第6条に違反していないと判断した。
日本では車両の名義人に違反当時の運転手の情報を提供する義務がなく、自白または運転手の情報提供が得られなかった場合、警察が運転手を立証できなければ検挙されないため、このような問題は発生してない。なお、放置駐車違反には放置違反金制度があるが、これは誰が運転していたかを問わず、車両の名義人に対して違反金を請求するものであり、このような問題は発生していない。

### 誤測定の問題
ループ式のオービスIIIは誤測定が裁判によって認められた事例がある。運行記録計（タコグラフ）の記録では約70ないし80 km/h程度で走行したところオービスIIIによって111 km/hと計測されたが、車両が一本目のループを通過した直後に追い抜き車両が三本目のループを先に通過した場合等に正確に測定できない事例があり得ることが認められ無罪となった。

### 固定式装置での取締件数の減少
固定式装置は、フィルムを使用した旧式の装置が故障したまま放置されたり、設置場所を知らせるカーナビアプリの普及もあり、取締件数が減少している。この問題は可搬式や半固定式の装置を導入することで解決を図っているが、可搬式装置は常時監視を行う固定式装置に比べ取締りを行っている時間が少ないという問題点がある。ヨーロッパなどでは、取締場所で減速される問題を、区間速度測定を行う平均速度取締装置を設置して解決している例も見られる。

### 事後捜査の負担

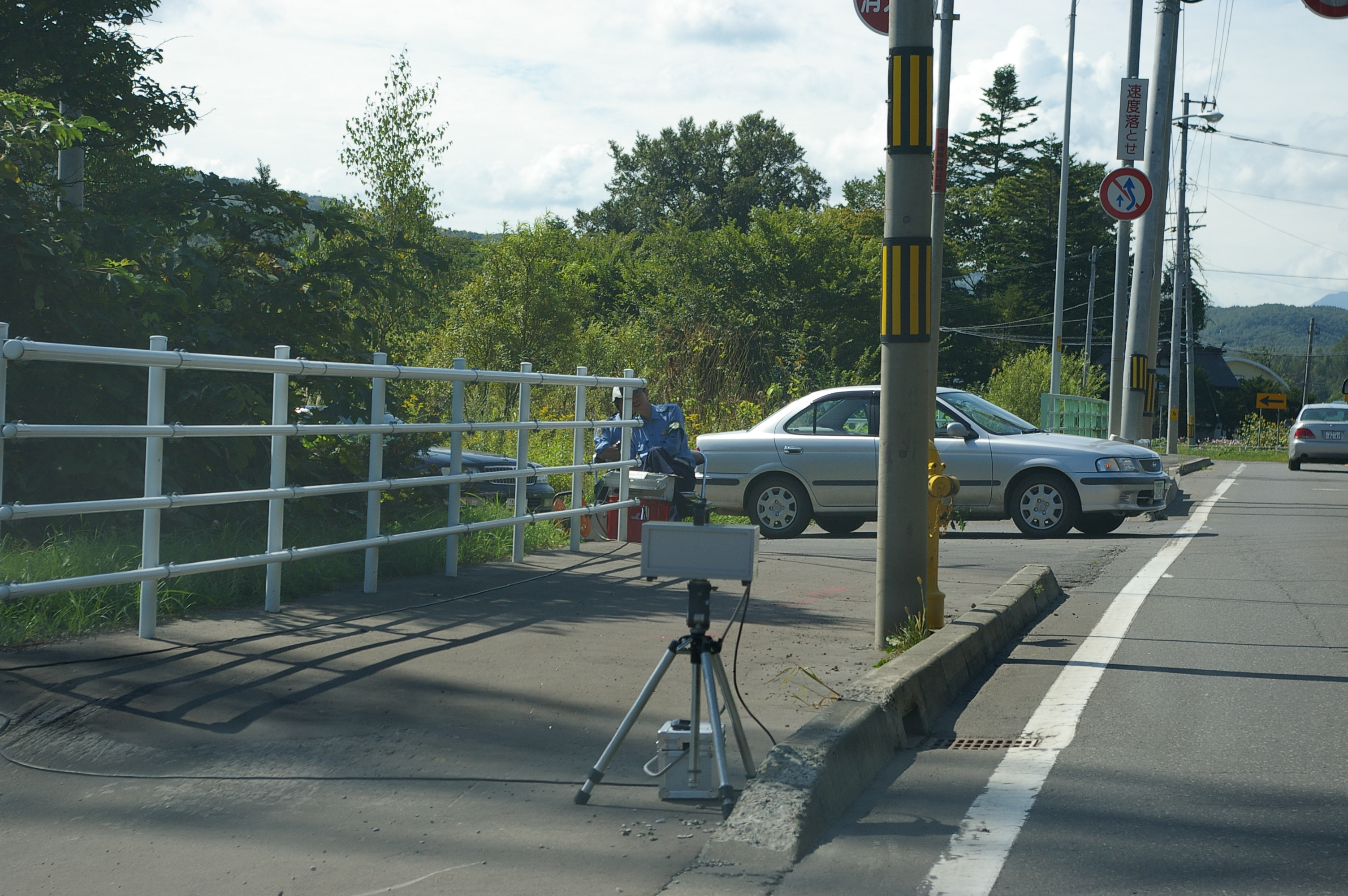
軽微な違反でも認否にかかわらず全員を出頭させるという手法はあまりにも負担が大きく、自動取締装置が普及した現在においても、撮影機能のないスピード測定器を使用し現場で停車させる速度取締りが主流である

自動取締装置による取り締まりは受傷事故の危険性が低く、少ない人員で取り締まりが可能であるため、夜間等、勤務体制から警察官の確保が難しい状況でも取り締まりが可能である一方、その場で違反の告知ができないため、事後の追跡捜査の負担が警察内で問題になっている。
日本では、写真撮影による取り締まりの場合には違反者をすべて出頭させており、違反切符を交付した後は反則金を納付しない違反者についてのみ扱えばよい他の速度取締りとは異なり、軽微な違反の場合で、違反について争わず、反則金での処理に同意している違反者も出頭させなければならない。手続は、違反者本人が出頭して、違反画像を確認し、違反者が自白した場合はそのまま自署名又は捺印して、交通違反切符を交付という手順である。
ところが、銀塩フィルム式（36枚撮り）からデジタルカメラによる回線伝送に移行した結果、膨大な量の画像が転送される結果となり、人的事務手続を伴う交通違反切符を処理しきれない現状がある。そのため、違反者を捌ききれなくなり、取締装置が作動する速度を高く設定し、軽微な違反を見逃すと共に、違反者に分散して出頭してもらうようになった。
しかしながら、取締装置から違反画像が日夜大量に転送されるようになったため、画像の確認と呼び出しの連絡、出頭した違反者の対応に警察の事務処理能力が追い付かないこともあり、通常の違反者の処理で手一杯で、次々に転送されてくる処理能力を遥かに超えた違反画像を、効率的に処理するようになった結果、特定が難しいマスク着用者や、場合によってはサングラスをしていただけの違反者についても、捜査すら行われず画像が破棄されることもあるとされる。
通常の速度取締りであれば確定した速度違反を見逃すことは犯人隠避となるが、現在の手法では実際に撮影された違反の全てを検挙することは非現実的であり、一定の基準に基づき絞り込みを行って速度違反を見逃すことを検察庁や警察庁も認めている。例えば埼玉県では捜査対象となるのは写真撮影された速度違反車両の2 - 3割程度に過ぎない。
代表的な絞り込みの基準として、一定の範囲に先行車、後続車、併走車、対向車が写り込んでいるかどうかがあり、埼玉県の場合、写り込んでいれば追跡捜査の対象としていないという。なお、当該装置は測定した違反車両にも写り込んだ車両にも印をつけるため、他の車両が写り込んでいても問題はない。しかし、現実的に捜査の負担が大きい自動取締装置で、撮影された全ての違反について捜査を行い、更に違反者を全員出頭させ検挙することなど到底不可能であり、その中で万が一にでも他車両の影響で誤測定の可能性があるなどとゴネられてしまうと多大な負担が掛かってしまうため、それならばさっさと罰金を払わせられるような検挙しやすい違反だけを捜査し、検挙件数を増やすことを優先していると考えられている。
仮に捜査を開始しても、運転手が名義人と違う場合や、名義人が運転した場合でも、マスクとサングラス、時には帽子を使用して顔を隠して運転し、黙秘されたり、誰が運転していたかわからないと供述された場合、常習犯のように極めて悪質な違反者でもなければまともに捜査されず、放置されそのまま時効を迎えてしまったり、略式裁判を拒否し正式裁判を希望した場合はそのまま不起訴になる場合も少なくなく、一方で営業記録が整備されている職業運転手は検挙率が高くなる傾向にあり、悪質な違反逃れの温床、不公正なシステムなどの批判がある。
とりわけ軽微な違反である青切符では捜査の手間が掛けられないため、その傾向が強くなりやすく、しかも青切符での写真撮影は過去の判例などから許されない可能性もあり、自白を得られない青切符の違反者は、取締りの不当性が認定され、無罪判決が出てしまう可能性を恐れ、起訴もされずに野放しということになりかねない。
更に、新型コロナウイルス感染症 (2019年)の影響で、追跡捜査が困難なマスク着用の運転手が増加しており、影響が出ている。可搬式装置の場合はマスク着用の運転手を現場で停止させることができるため、本来期待されていた停車場所のない狭い生活道路での取締りでは効果が発揮できないものの、ある程度は対処が可能であるが、固定式装置の場合にはマスク着用者は手間の問題から見逃されることも多い。
このように、自動取締は悪質な違反者の検挙には向いておらず、取り締まり対象が偏っているため不公平という問題がある。ネズミ捕りの速度取締りも、必ずしも平等ではない。しかしながら、あまり問題にならないのは、取締りをやっている限りにおいて誰でも捕まる可能性があるからである。ところが、自動取締装置は暴走族に対して余り効果が無く、職業運転手が集中的に捕らえられるとするならば、法の下の平等の問題も生じる。
ただし、特に悪質な違反者については防犯カメラなどを用いた本格的な捜査が行われることがある。しかしながら、そのような捜査が可能な違反はごく少数となる。
出頭要請になかなか応じない違反者も問題になる。出頭要請の通知が届いても、無視されたり、仕事で忙しい等の理由で指定された日時に出頭しない違反者も少なくなく、何度も出頭要請を行うことになり、警察の負担となっている。再三にわたる出頭要請を幾度となく無視し続けた長期未出頭者は、撮影された画像からナンバープレート、車両の名義人や顔写真などを基に捜査が行われ、最終的に逮捕状が請求されることになるが、逮捕状の請求には多大な手間が掛かり、違反者の搬送にも多数の人員が必要である。そのような違反者に手間取っている間にも次々に新しい違反画像が送られてきてしまい、捜査が追いつかず、作動速度を引き上げたり、破棄する画像が増える結果となり、今度は逆に一般運転手の検挙件数が少なくなるという問題も発生している。
このような問題から、自動取締を速度取締りの主力とすることは捜査の負担の大きさや公平性の観点から不適切であり、自動取締に加えてパトカーや白バイ等による追尾式の取締りや、撮影機能のないスピード測定器を使用し現場で停車させる有人式の定置取締りを組み合わせることが不可欠である。
駐車違反の場合は運転手が特定できなかったり、反則金が支払われない場合に車両の名義人（車検証上の使用者）に対して請求され、支払われない場合は車検を拒否される放置違反金制度があり、軽微な速度違反についても同様に、自動車の使用者責任として違反金を徴収するなど、出頭させることなく処理できる制度を導入する必要があるとの指摘がある。
日本国外では大抵の場合郵送で手続きを行えることが多く、また、多くの国で違反当時の運転手を知らせなかった場合に自動車の所有者の違反として扱える制度が存在し、このような制度が存在する国では運転手を特定する必要がないため、ナンバープレートを自動で読み取り、登録された住所へクレジットカード等で違反金の支払いが可能な違反通知が自動で送付されるシステムが整備されており、取締りの負担がほぼ皆無であり、このような問題は発生していない。例えばイギリスの場合、自動車の所有者に通知が送られ、28日以内に通知を返送して誰が自動車を運転していたかを警察に知らせなければならない。通知を返送すると、罰金通知が送付され、インターネットを利用したオンライン払い（クレジットカード）等での支払いが可能になる。オーストラリアのニューサウスウェールズ州の場合には法的宣言で他の運転者を指名しない限り自動車の所有者の違反として処理され、通知が届いた段階でクレジットカード等で反則金の支払いが可能になる。ニュージーランドの場合も自動車の所有者に通知が送られ、通知を受け取るとクレジットカード等での反則金の支払いが可能となり、違反について争う場合などは取締装置の写真の開示等を要求することができる。

### レーザー式装置の問題
東京航空計器が製造するスキャンレーザー方式の車載式車両走行速度測定装置は、測定の際に速度が確定できない事象が頻繁に発生しており、速度が確定できないと検挙できず、日常的に速度違反を見逃している。
この速度が確定しない事象に歯がゆさを感じていた北海道警察の交通機動隊警部補は、レーザー式装置を搭載した車輌からレーダー式装置を搭載した車輌への乗り換えを要望したりもしていたが、当時製造されていた車載式速度測定装置は東京航空計器のレーザー式だけであり、最終的にはレーザー式装置搭載車に搭乗することになり、速度違反の捏造事件に至った。
東京航空計器が製造するスキャンレーザー方式の固定式（オービスV）・可搬式・半固定式の自動取締装置についても同様の問題を持つと考えられ、東京航空計器製のスキャンレーザー方式の可搬式装置を導入した都府県では、導入から時間が経過しているにもかかわらず、多くの県で月平均で数件しか取締りを行えていないなど、取締件数が極端に少ない一方、Sensys Gatso Groupのレーダー方式の可搬式装置を導入した県では、導入から間もないにもかかわらず月平均で20件以上、特に千葉県では月平均で77件を取締るなど、取締件数が台数や運用期間の割に多いことが明らかになっている。

### 設置上の問題
2023年1月27日、福井県越前市内の北陸自動車道で、オービスを設置した門形の柱から氷雪が落下。走行していた車両に当たり車体がへこむなどの被害が出たため、オービスを管理していた福井県（福井県警察）は当該車両の修理費用を弁済することとなった。

## 世界各国の速度違反自動取締装置

### アメリカ
アメリカ合衆国では、オービスIIIは費用の面から採用されず、ボーイング傘下のVought Missiles and Space Co.は、製造から撤退している。
速度取締装置の他にバス専用レーン監視機、信号無視監視機、一時不停止取締装置、横断歩道の横断歩行者妨害取締装置、交差点内停止取締装置が利用されている。
2007年、カリフォルニア州の公園に、初めて一時不停止取締装置が設置された。一時不停止の罰金は100ドルで、当初は1件の違反に対し20ドルが、装置を設置したRedflex社に支払われたが、2008年5月に取締装置1台当たり毎月4,400ドルの定額料金を支払うことに同意した。
蓄電池で駆動する可搬式の一時不停止取締装置も運用されており、素早い設置により柔軟な交通取り締まりが可能である。

### イギリス
イギリスでは、通常の取締装置の他に、SPECSと呼ばれる平均速度監視装置(Average speed check)が多数設置されている。この装置は日本の旅行時間測定システム（Tシステム）と同じ方式で、2台のナンバープレート読み取り装置を利用し、車両の2点間の移動時間と距離から速度を測定する。
平均速度監視装置は、取締装置付近で減速し、すぐに加速されてしまう従来の速度取締装置よりも、長距離にわたって制限速度を遵守させるという点で優れているとの主張がある。

イギリスのピクトグラム
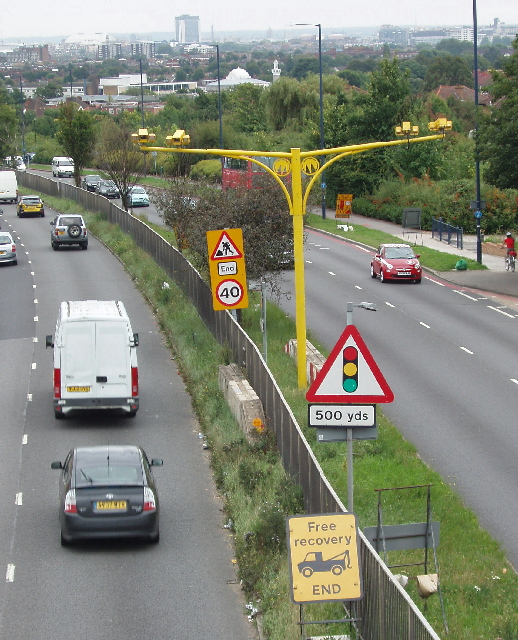
平均速度監視システムSPECS（黄色の支柱）工事のため40マイル毎時 (64.4 km/h)に規制されている
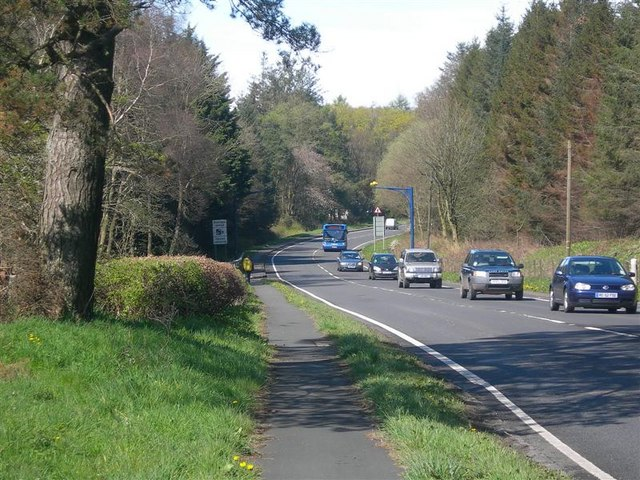
A77号線の平均速度監視装置（青色の支柱）以前は60マイル毎時 (96.6 km/h)制限は必ずしも守られていなかった
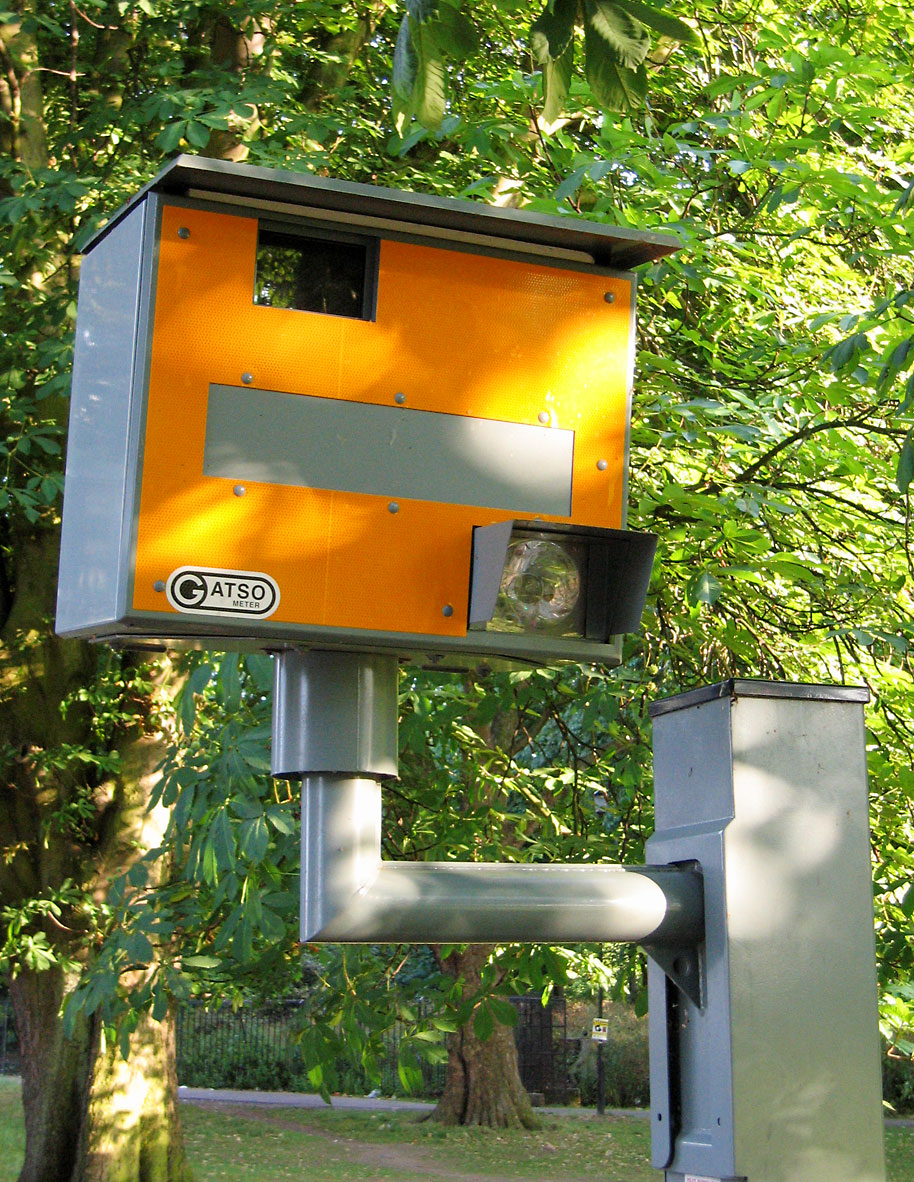
速度違反自動取締装置Gatso
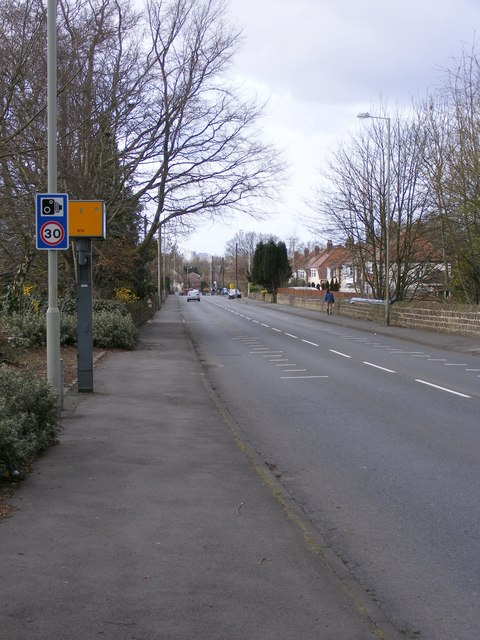
Gatsoと30マイル毎時 (48.3 km/h)道路であることを示す警告看板
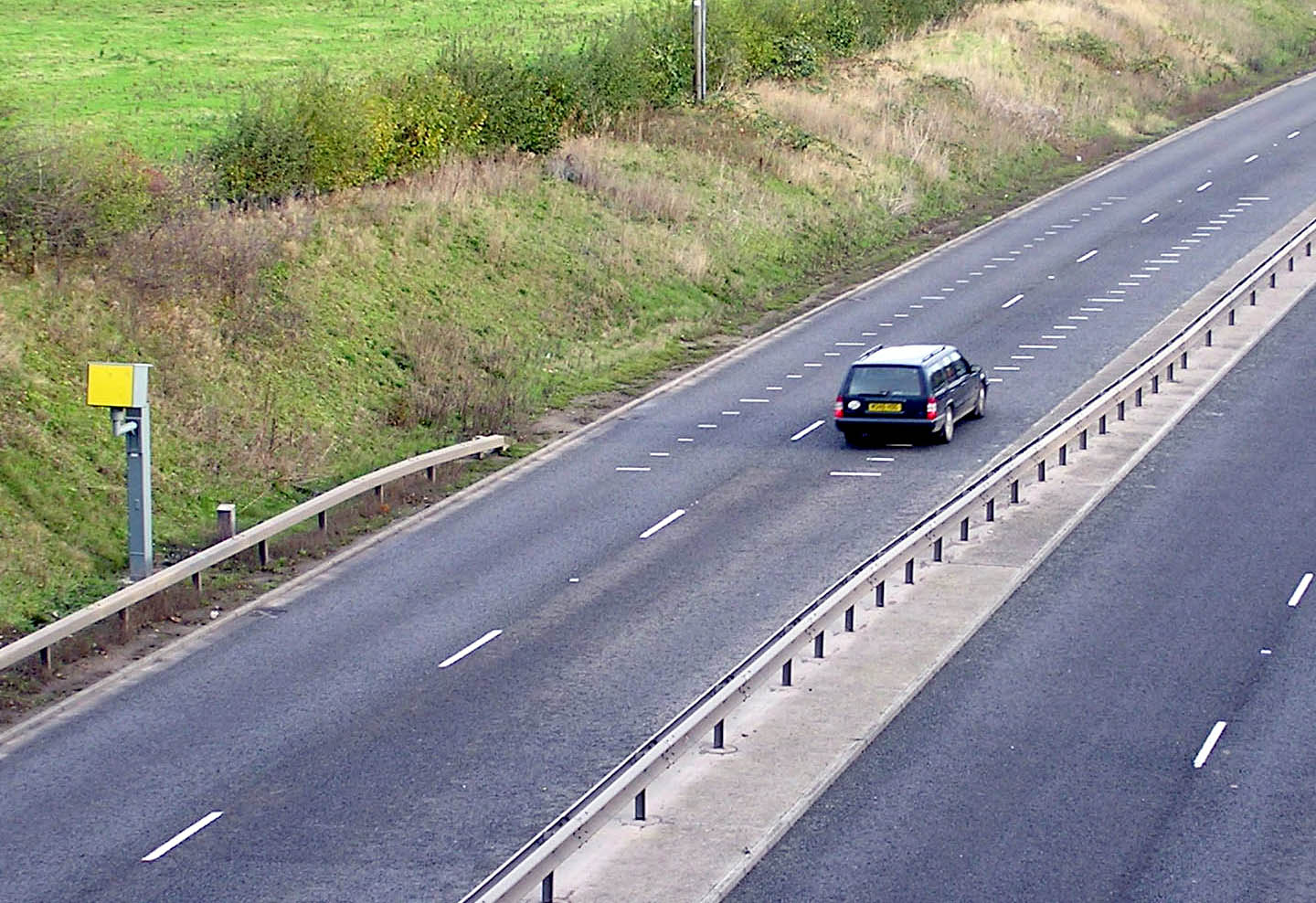
Gatsoと紛争の際に測定速度を証明する道路標示

### スイス
スイス国内の自動速度取締装置は、警察官の手によってスイス名物（チーズ、牛柄、時計、アーミーナイフ）の柄や形状にデコレーションされたものが数多く設置されている。
スイスでは、自動速度取締装置の位置を知らせる装置は固く禁じられている。ナビゲーション機器のソフトウェアに固定速度取締装置の位置が含まれていると、機器が押収され破壊される可能性がある。これは、携帯電話や携帯機器のアプリケーションにも適用される。

### ドイツ
ドイツにも日本とほぼ同じ自動速度取締装置が多数設置されているが、信号無視を検知する「自動信号無視取締機」が都市部を中心に設置が進められている。赤信号にもかかわらず交差点に進入すると、取締装置が信号標示と車両の前部・後部を自動的に撮影する仕組である。二輪車の違反にも対応している。

### フランス

フランスの事前警告標識

プライバシー権など、多くの人権問題を惹起しかねない取締方法である自動速度取締装置（radar automatique）に対し、当初フランス国民の反発が非常に高いものであったため、設置はほとんどなかった。
しかし2000年以後、警察が交通違反に対する取締を相当強化したことにも伴い（今でもフランスは交通事故多発国としてヨーロッパ圏内では悪評高く、啓蒙のためフランスでは、日々のテレビニュース番組で「今週の交通事故死亡者数」が定期的に報じられる）、パトカーや白バイ隊による追跡、検挙のみならず取締装置設置数は急増した。
フランスでは様々な取締装置が運用されており、固定式、可搬式、半可搬式、移動式、平均速度監視装置、信号無視監視機が運用されている。
フランスでは走行中及び停車中に前走車及び対向車を目に見えない赤外線ストロボで撮影することができる移動式取締装置が使用されている。この移動式自動取締装置を大規模に導入したのはフランスが初めてであり、この取締装置は秘匿性が高く、双方向に対応し、自動車を運転するだけで場所を変えることができるため機動性が高く、そして「走行中の取り締まり」によって全国各地のあらゆる危険な道路での取り締まりが可能であり、最も高い効果があることを示した。この装置はマルチメディアによる広報により大々的に宣伝され、速度違反の抑制に大きな効果を上げている。
半可搬式取締装置は、固定式や可搬式取締装置が設置されるような主要道路での取り締まりの強化に使われている他、道路工事現場に設置することで、道路工事に従事する人員の安全性を確保するという、特徴的な運用をしている。
事前警告標識が必ず存在し、その標識には Pour votre securite...controles automatiques（あなたの安全のため―自動取締中）の文字、およびレーダーが発信される様子が描かれたピクトグラムが表示されている。レーダー探知機は、作動させていた場合はもちろん、所持だけでも検挙の対象となり、厳罰に処されるため、欧州連合から車両を持ち込む際などは特に注意を要する。
黄色いベスト運動により、2018年から2019年にかけてフランス全土の取締装置の75%が何らかの被害を受けたが、政府は破壊に強いMesta Fusion 2と呼ばれる装置の導入を進めている。
この装置は最大8車線に対応し、200メートル先から計測することができ、乗用車と大型貨物車の異なる制限速度にも対応する。現時点では速度違反だけを対象にしているが、他にも追い越しでの違反、車間距離不保持の他、シートベルト非着用や運転中の通話の検知も可能である。
取締装置1つにつきダミーとして4つの格納キャビネットがあり、運転手が知らない間に取締装置本体を別のキャビネットへ移動することができるようになっている。

### オーストラリア

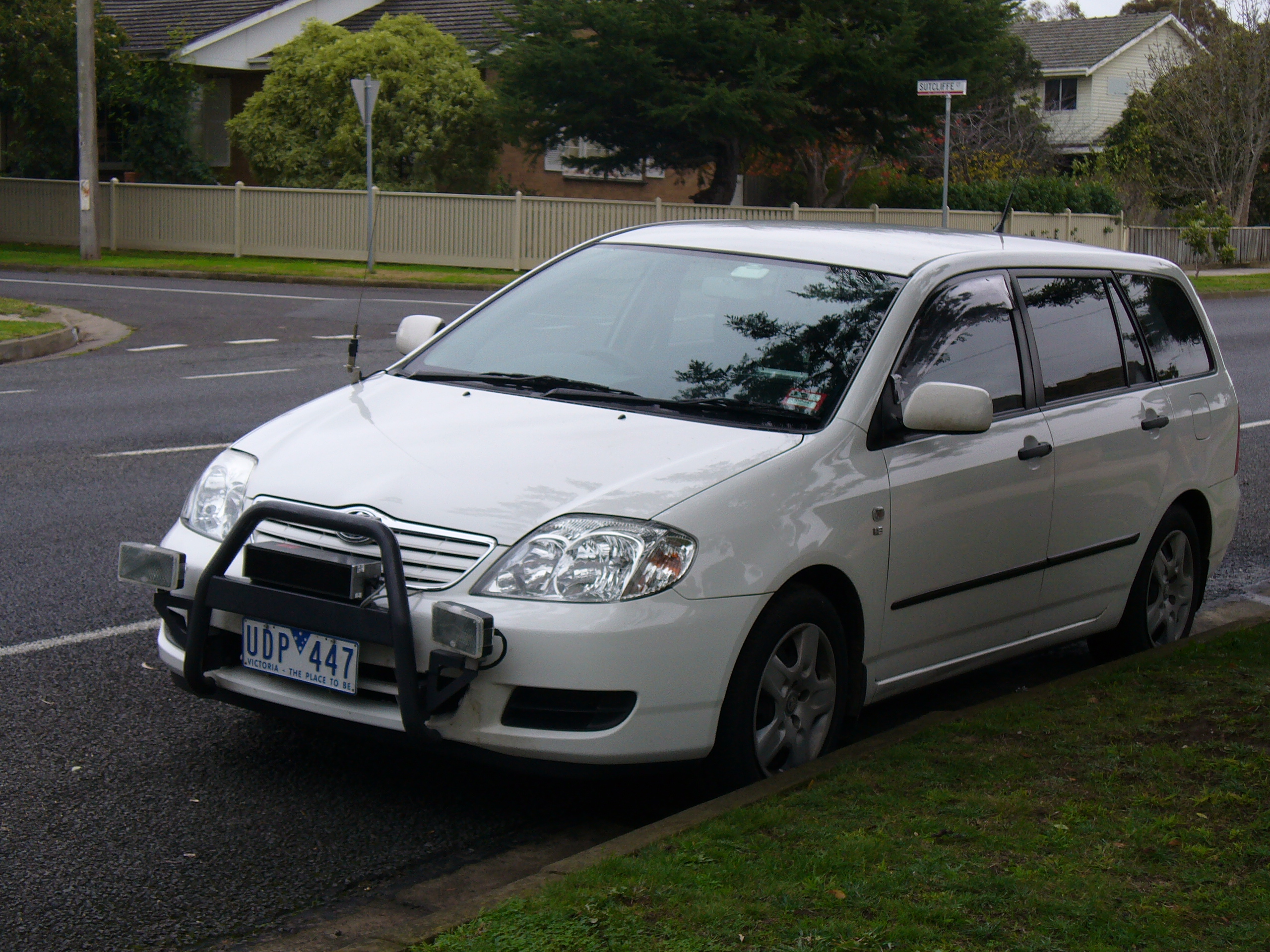
オーストラリアの移動式速度違反自動取締装置Gatso

オーストラリアでは通常の取締装置の他に、フランスで使用されているような車両前面にレーダー、ダッシュボードにカメラを設置した移動式取締装置を導入している。この装置も停車中及び走行中に前走車及び対向車の撮影が可能で、現在の装置は赤外線ストロボとカメラを利用したフラッシュレス撮影を行えるため、対向車などを幻惑させずに撮影が可能となっている。
速度違反自動取締装置と信号無視監視機の両方の機能を持つ取締装置も利用されている。
また、AIを搭載したながら運転取締装置も運用されている。AIが運転手のスマートフォン使用を検出し、自動的に撮影する。

### 韓国
韓国における自動速度取締装置は一般に「속도기（＝速度機）」や単に「감시 카메라（＝監視カメラ）」と呼ばれている。一般道路・高速国道問わず相当多数の取締装置が設置されているが、そのうち、実際は稼働していないただの取締装置の模型も、速度抑止の目的から設置されている（ただし、減少している模様）。また、この「監視カメラ」は速度違反検知だけでなく、違反駐車検知、信号無視検知などを行うものも、ソウルの主要道路を中心に設置が始まっている。
取締装置の前にはオレンジ地に黒文字で「속도단속（＝速度團束、つまり速度取締）Police enforcement」との文字と、カメラのアイコンがかかれた警告標識があり、この様式はほぼ統一されている（「○メートル先」の補助標識があるものも存在する）。
日本や、他の欧米諸国の取締装置は、かなり離れたところからもその存在が確認できるほどの大きさがあるが、韓国の取締装置は家庭用ビデオカメラ程度の大きさしかなく、また普通の案内標識の間に隠されているものもあるので、事前警告標識に気を付けなければ見落としてしまう可能性が非常に大きい。また韓国のカーナビは、その道路の規制速度と取締装置の設置場所、機種によっては車速を表示する機能を備えたものが多い。
韓国の高速道路などでは、先行するドライバーが取締装置に接近するとハザードランプを点灯させ、後続車に取締装置に対する注意を促す慣習がある。
速度違反に対する反則金は、20 km/h以下と20 km/h超過40 km/h以下と40 km/h超過60 km/h以下、60 km/h超過に区分されており、最大で13万ウォン（乗合自動車）である（大韓民国道路交通法第15条第3項及び第113条参照）。